# Federwerk

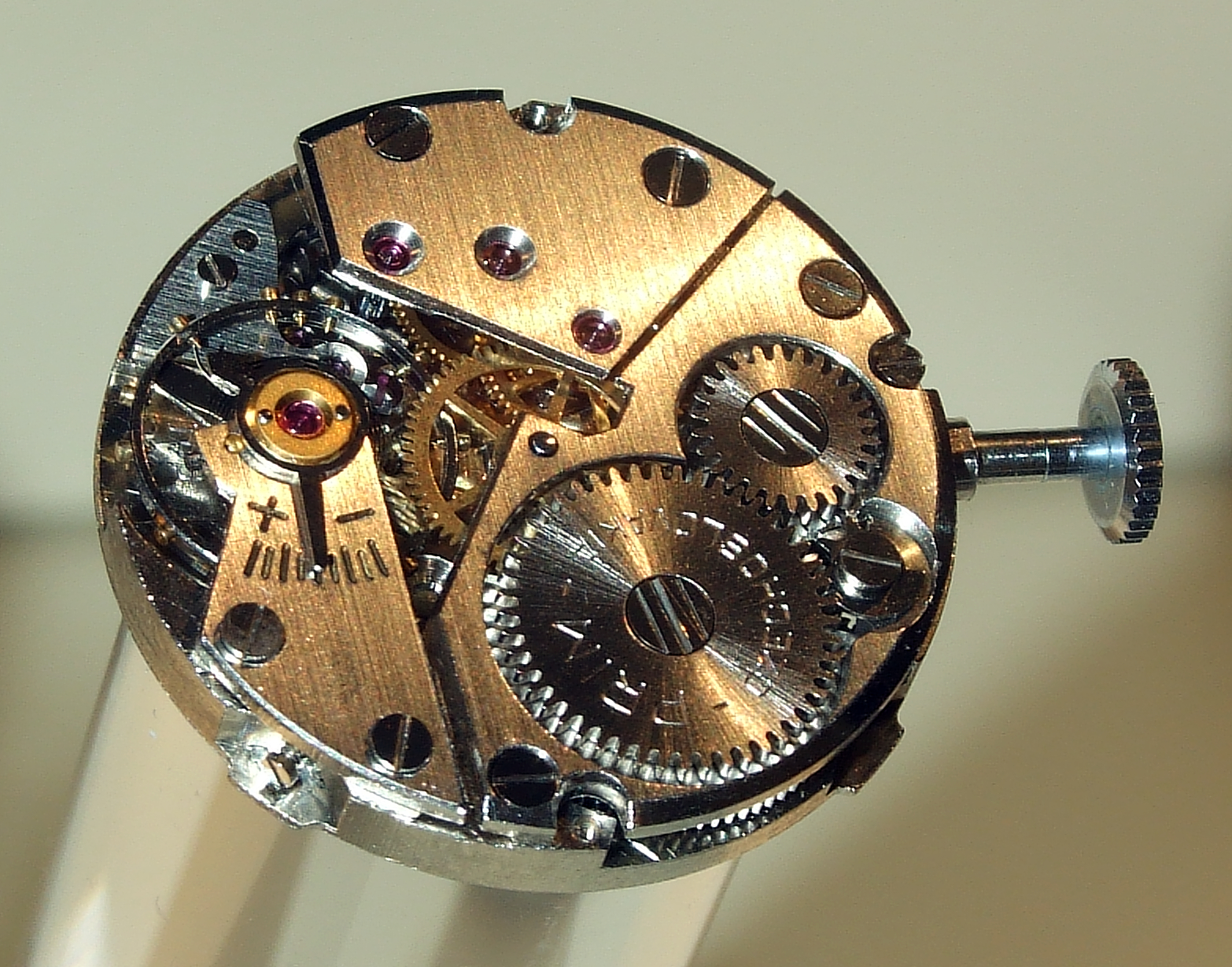
Prim Federwerk

Ein Federwerk ist ein mechanischer Antrieb, bestehend aus einem Federspeicher für mechanische Energie und einem Getriebe mit Regler bzw. Hemmung. Die Feder ist meist spiralförmig gewunden und speichert Spannenergie, die dann gegebenenfalls über ein Getriebe in eine anhaltende Drehbewegung umgesetzt wird. Auch Gummimotoren dienen als Federspeicher, besitzen aber meist keinen Regler.
Die Feder ist das zentrale Element und wird hier auch als Triebfeder, Zugfeder oder Aufzugfeder, sowie in Uhrwerken als Uhrfeder, seltener Uhrwerkfeder oder in Abgrenzung zur Unruhfeder als Hauptfeder (engl. main spring) bezeichnet.
Man strebt oft einen flachen Verlauf der Drehmomentkennlinie an, d. h. beim Ablauf des Federwerks soll das Drehmoment möglichst wenig nachlassen. Das wird bei Spiralfedern manchmal z. B. durch einen von innen nach außen abnehmenden Querschnitt des Bandes oder durch einen sich beim Aufzug umkehrenden Wickelsinn (Rollfeder) erreicht. In Uhren nutzt man zu diesem Zweck zuweilen ein Stackfreed (historisch; heute üblicherweise nicht mehr) oder eine Schnecke.

## Anwendung
Federwerke wurden und werden zum Antrieb von mechanischen Uhren, Kurzzeitweckern und Zeitschaltern (z. B. Belichtungsuhr, Mikrowelle) eingesetzt. Sie sind hier mit einer Hemmung versehen.

Weitere Anwendungsbeispiele:
- Grammofone, Spieldosen, erste Tonbandgeräte und Wählscheiben (Telefon)
- meteorologische Messinstrumente, Schreiber
- Spielzeug, in den Antrieben von Aufziehspielzeug, z. B. in Spielzeugautos mit Darda-System, welches ein Aufziehen des Federwerkes durch Zurückbewegen des Fahrzeugs bewirkt
- mechanische Kameras und Filmkameras
- Kabel-Aufrollvorrichtung, u. a. an Staubsaugern (hier ohne Getriebe und Hemmung)

Federwerke werden oft dann verwendet, wenn elektrische Antriebe wegen Explosionsgefahr, hoher Luftfeuchtigkeit oder niedrigen Temperaturen nicht einsetzbar sind. Gekoppelt mit einem Generator können sie auch zur Erzeugung elektrischer Energie dienen, wenn Batterien nicht einsetzbar oder verfügbar sind.

## Geschichte
Federwerke waren der erste gut regelbare, leicht transportable und universell einsetzbare Antrieb. Sie waren bzw. sind oft mit Vorrichtungen zur Drehzahlstabilisierung ausgerüstet (z. B. Steigrad, Fliehkraftregler oder aerodynamische Bremse).
Vor der Verfügbarkeit von Batterien und Elektromotoren war das Federwerk die einzige Möglichkeit, einen lageunabhängigen, mobilen Antrieb zu realisieren.
Federwerke sind als feinmechanisches Erzeugnis aufwändig und damit teuer herzustellen.